# 여수 오충사
오충사(五忠祠)는 대한민국 전라남도 여수시 웅천동 중촌마을에 있는 사당이다. 2014년 9월 5일 여수시의 문화유산 제2호로 지정되었다.

## 개요
당초에는 가곡사(佳谷祠)라 하였는데 헌종 13년(1847)에 정재로 씨가 선조인 정철(丁哲, 1554~1595) 장군께서 이충무공을 따라 해전에 참전중 왜군의 적탄에 맞아 전사하자 국가에서 충절공(忠節公)이란 시호를 내린 것을 기리기 위해 세웠던 것이다. 그러나 그 후에 충의공 정춘(忠義公 丁春 1555~1599년경) 장군과 함께 해전에서 전사하신 4위를 함께 모셔 사충사라 하였으나 1864년 대원군 서원 철폐령에 의해 해체되었다가 1921년 이 지역 유림들이 현 위치인 웅천동으로 복원하고 이충무공을 주향으로 하여 오충신을 모시게 되었다. 오충사의 주신은 충무공 이순신 장군과 정철·정춘·정인·정대수를 모시는 곳으로 1938년 경 일제강점기 때에 일부 철거되었다가 1962년에 다시 복원하였다.